# Инаугурация Дуайта Эйзенхауэра (1957)
Вторая инаугурация Дуайта Эйзенхауэра в качестве Президента США и Ричарда Никсона как вице-президента США публично состоялась 21 января 1957 года. За день до этого инаугурация была проведена в частном порядке, из-за того, что 20 января приходится на воскресенье. Президентскую присягу проводил Председатель Верховного суда США Эрл Уоррен, а присягу вице-президента принимал сенатор Уильям Ноулэнд.